# مرغ باران دفیلیپی
مرغ باران دفیلیپی (نام علمی: Pterodroma defilippiana) نام یک گونه از سرده مرغ باران خرمگسی است.